# ماك مور
ماك مور (بالإنجليزية: Mack Moore)‏ هو لاعب كرة القدم الكندية أمريكي، ولد في 4 مارس 1959 في مونرو في الولايات المتحدة.

## وصلات خارجية
- ماك مور على موقع مرجع كرة القدم المحترفة.كوم (الإنجليزية)